# Little Mister Jim
Little Mister Jim is een Amerikaanse dramafilm uit 1947 onder regie van Fred Zinnemann.

## Verhaal
Een jongen verliest zijn moeder. Hij leert de dood van zijn moeder en de rouw van zijn vader begrijpen met behulp van de wijze Chinese kok van de familie.

## Rolverdeling
| Acteur          | Personage              |
| --------------- | ---------------------- |
| Butch Jenkins   | Kleine Jim Tukker      |
| James Craig     | Kapitein Jim Tukker    |
| Frances Gifford | Jean Tukker            |
| Luana Patten    | Missey Choosey Glenson |
| Spring Byington | Mevrouw Starwell       |
| Ching Wah Lee   | Sui Jen                |
| Laura La Plante | Mevrouw Glenson        |
| Henry O'Neill   | Kapelaan               |
| Morris Ankrum   | Kolonel Starwell       |
| Celia Travers   | Juffrouw Martin        |
| Ruth Brady      | Juffrouw Hall          |
| Sharon McManus  | Elsie McBride          |
| Buz Buckley     | Ronnie Shelton         |
| Carol Nugent    | Clara                  |
| Jean Van        | Mary                   |